# Hackers at Large

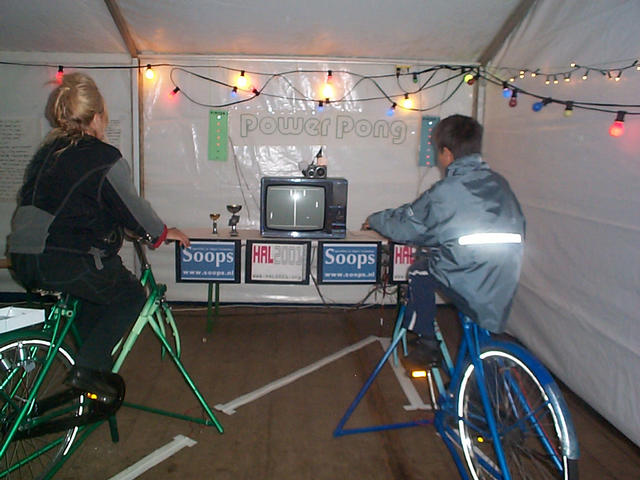
Besturing met pedalen van een spelletje pong.

Hackers at Large (HAL 2001) was een hackerscongres en openluchtfestival in Enschede in 2001. Het was onderdeel van een vierjarige reeks die begon met de Galactic Hacker Party in 1989 en (voorlopig) eindigde met May Contain Hackers in 2022. De naam van het evenement was een persiflage op de naam van de intelligente computer uit 2001: A Space Odyssey, HAL 9000.

## Organisatie
Het festival werd georganiseerd door een groep mensen die ontstond rond het hackersblad Hack-Tic en daarna evolueerde naar een gezelschap dat specifiek deze evenementen voor zijn rekening nam. Hack-Tic-hoofdredacteur Rop Gonggrijp fungeerde als woordvoerder voor de organisatie. HAL 2001 werd gehouden op de campus van de Universiteit Twente van 9 tot en met 12 augustus 2001 en de bijeenkomst trok 2900 deelnemers. Voor de gelegenheid werd via de universiteit een uplink met internet aangelegd met een in die tijd bijna ongehoorde capaciteit van 1 Gb/s, een bandbreedte die de bezoekers overigens niet nodig bleken te hebben. Voor alle apparatuur moest 1,5 MW aan stroom ter plaatse worden opgewekt.

## Programma
Naast de nodige lezingen en workshops telde het festivalprogramma vooral veel mogelijkheden om samen aan projecten te werken en gelegenheden voor sociale contacten. Technische noviteiten en onderdelen waren onder meer IPv6, gsm-veiligheid en kopieerbeveiliging op informatiedragers.
Tijdens de lezingen en conferenties kwamen zaken aan bod als het beeld in de media (zie onder), recente wetgeving als de Digital Millennium Copyright Act en de gevaren van de informatiemaatschappij.